# Ritterpferd
Ritterpferde oder Lehnspferde waren im Mittelalter die von der Ritterschaft dem Reichsoberhaupt oder dem Lehnsherrn für Kriegs- und Botendienste zu stellende berittene Kriegsmannschaft. Die Ritterpferde wurden später durch laufende Geldleistungen (Ritterpferdsgelder) oder durch eine einmalige Ablösung ersetzt.

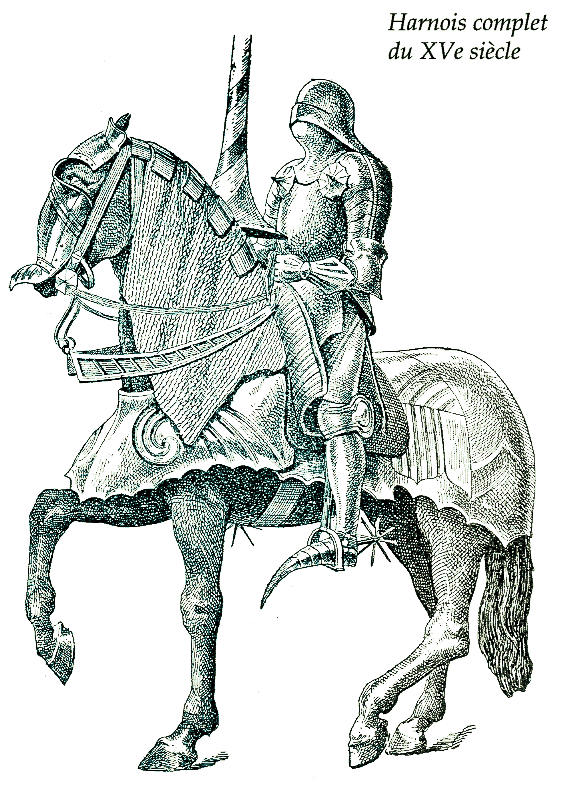
Ritterpferd
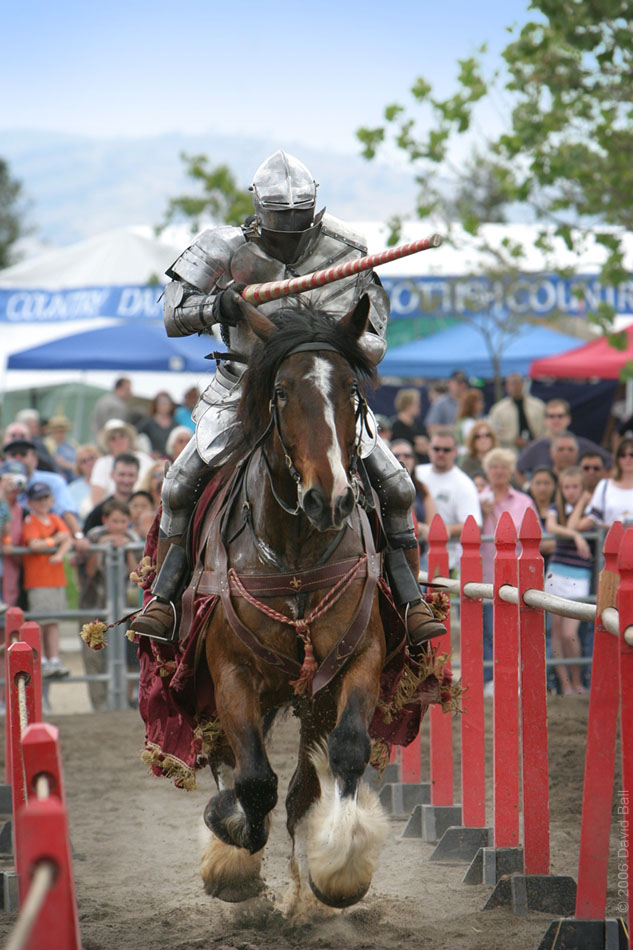
Ritterpferd beim Turnier
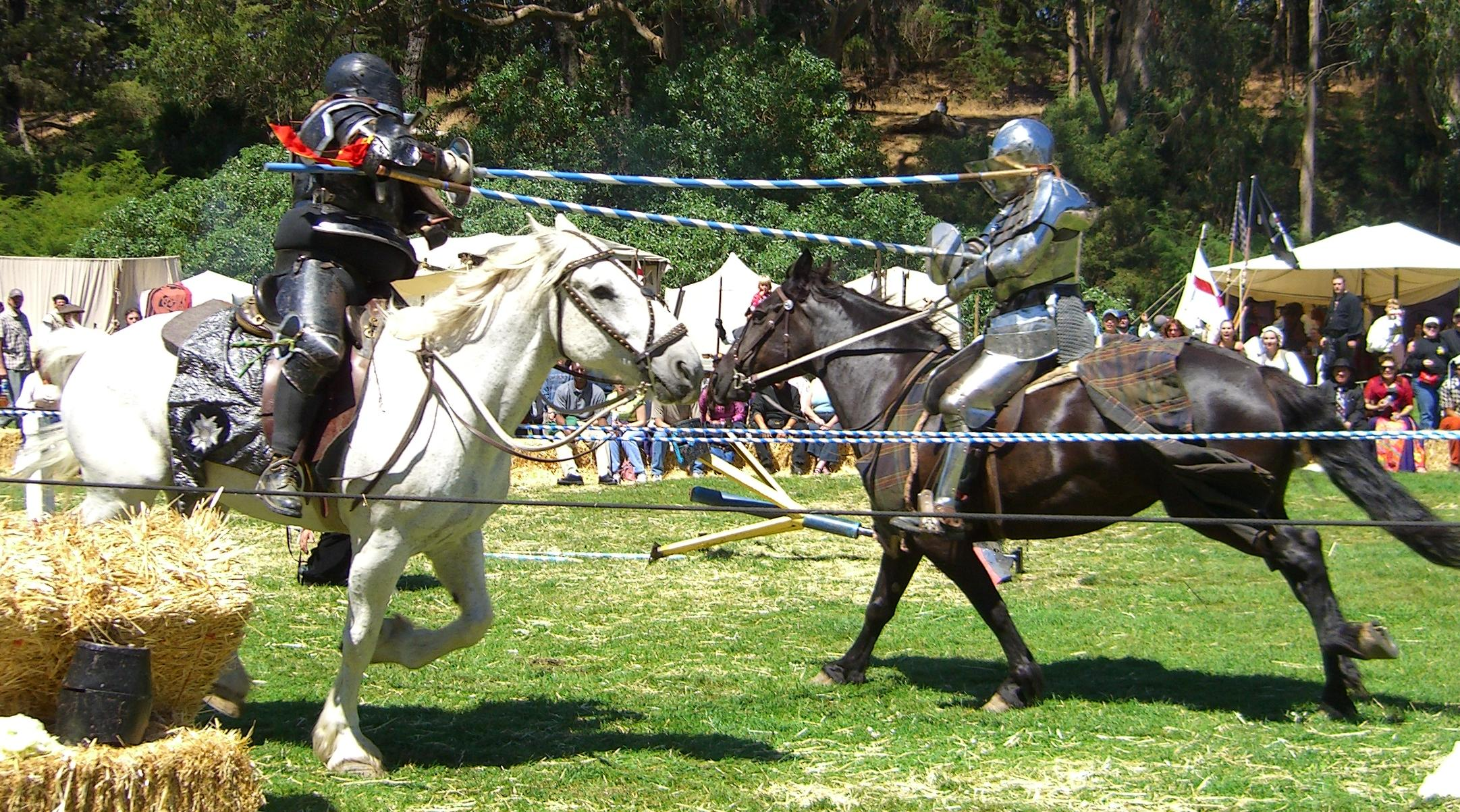
Ritterpferde beim Turnier